# 28. februar
28. februar je 59. dan leta v gregorijanskem koledarju. Ostaja še 306 dni (307 v prestopnih letih).

## Dogodki
- 457 – Flavij Ricimer postane vrhovni poveljnik rimske vojske
- 1910 – ruska primabalerina Ana Pavlova prvič nastopi v ZDA
- 1922 – Egipt postane neodvisna država
- 1933:
  - Paul von Hindenburg podpiše odlok za zaščito naroda in države, ki v Nemčiji odpravi temeljne pravice državljanov
  - Bertolt Brecht skupaj z ženo pobegne pred nacisti na Dansko
- 1943:
  - norveški pripadniki SOE in norveško odporniško gibanje uspešno napadejo tovarno težke vode v Vemorku
  - podpisana dolomitska izjava
  - prvo dnevno bombardiranje Berlina
- 1974 – sprejeta nova slovenska ustava
- 2001 – napad na Mira Petka
- 2013 – Papež Benedikt XVI. odstopi s položaja poglavarja Rimskokatoliške cerkve kot prvi papež po skoraj 600 letih

## Rojstva
- 1119 – cesar Xizong, dinastija Jin († 1150)
- 1155 – Henrik Mladi Kralj, angleški sokralj († 1183)
- 1261 – Margareta Škotska, norveška kraljica († 1283)
- 1533 – Michel Eyquem de Montaigne, francoski pisatelj, filozof († 1592)
- 1552 – Joost Bürgi, švicarski mehanik, astronom, urar, matematik († 1632)
- 1683 – René Antoine Ferchault de Réaumur, francoski znanstvenik († 1757)
- 1750 – Ignacy Hrabia Potocki, poljski državnik († 1809)
- 1792 – Karl Ernst Ritter von Baer, prusko-estonski embriolog († 1876)
- 1820 ali 1821 - Élisa Félix - Mademoiselle Rachel, francoska gledališka igralka († 1858)
- 1823 – Ernest Renan, francoski filozof († 1892)
- 1824 – Jean-François Gravelet - Blondin, francoski vrvohodec († 1897)
- 1838 – Maurice Lévy, francoski inženir, matematik, fizik († 1910)
- 1876 – John Alden Carpenter, ameriški skladatelj († 1951)
- 1901 – Linus Carl Pauling, ameriški kemik, nobelovec 1954 in 1962 († 1994)
- 1903 – Lester Anthony »Vincente« Minnelli, ameriški filmski režiser († 1986)
- 1906 – Benjamin »Bugsy« Siegel, ameriški gangster judovskega rodu († 1947)
- 1931 – Borut Pečar, slovenski arhitekt, pisatelj, ilustrator in karikaturist († 2009)
- 1933 – Miro Steržaj, slovenski kegljač, gospodarstvenik in politik († 2020)
- 1921 – Pierre Henri Clostermann, francoski letalski as 2. svetovne vojne († 2006)
- 1940 – Mario Gabriele Andretti, ameriški avtomobilski dirkač
- 1966 – Philip Reeve
- 1979 – Primož Peterka, slovenski smučarski skakalec
- 1990 – Ana Muzičuk, slovenska šahistka ukrajinskega rodu
- 1999 – Luka Dončić, slovenski košarkar

## Smrti
- 468 – Hilarij, papež (* okrog 415)
- 628 – Kozrav II. Parviz, kralj Sasanidskega cesarstva (* ni znano)
- 1069 – Abbad II. al-Mutadid, drugi emir Seviljske taife (* 1016)
- 1261 – Henrik III., brabantski vojvoda (* 1231)
- 1326 – Leopold I., avstrijski in štajerski vojvoda (* 1290)
- 1551 – Martin Bucer, nemški teolog in reformator (* 1491)
- 1572 – Aegidius Tschudi, švicarski humanist (* 1505)
- 1621 – Cosimo II. de' Medici, italijanski (toskanski) vojvoda (* 1590)
- 1728 – Ogju Sorai, japonski konfucijanski filozof in ekonomist (* 1666)
- 1869 – Alphonse de Lamartine, francoski pesnik (* 1790)
- 1882 – John Thomas Romney Robinson, irski astronom, fizik (* 1792)
- 1916 – Henry James, ameriški pisatelj (* 1843)
- 1926 – Alphonse Louis Nicolas Borrelly, francoski astronom (* 1842)
- 1936 – Charles Jules Henri Nicolle, francoski zdravnik, mikrobiolog, nobelovec 1928 (* 1866)
- 1941 – Alfonz XIII., španski kralj (* 1886)
- 1986 – Sven Olof Joachim Palme, švedski predsednik vlade, državnik (* 1927)
- 2021 – Milan Bandič, hrvaški politik in župan Zagreba (* 1955)

## Prazniki in obredi
- Dan redkih bolezni

## Goduje
- egiptovski mučenci iz ljubezni do bližnjega
- sveti Roman
- sveti Osvald
- sveti Hilarij